# Clément Lhotellerie
Clément Lhotellerie (født 19. marts 1986) er en fransk tidligere professionel cykelrytter.